# Constant de Fransén-Robinson
La constant de Fransén–Robinson, sovint anotada F, és una constant matemàtica que representa l'àrea entre la gràfica de la funció gamma inversa, 1/Γ(x), i l'eix x. És a dir,
{\displaystyle F=\int _{0}^{\infty }{\frac {1}{\Gamma (x)}}\,\mathrm {d} x.}
La constant de Fransén–Robinson té el valor numèric de F = 2.8077702420285... (successió A058655 a l'OEIS), amb la representació en fracció contínua [2; 1, 4, 4, 1, 18, 5, 1, 3, 4, 1, 5, 3, 6, ...] (successió A046943 a l'OEIS). La seva proximitat amb el nombre d'Euler e = 2.71828... es deu al fet que la integral es pot aproximar a:
{\displaystyle F\approx \sum _{n=1}^{\infty }{\frac {1}{\Gamma (n)}}=\sum _{n=0}^{\infty }{\frac {1}{n!}},}
la sèrie estàndard del nombre e. La diferència entre els dos valors ve donada per:
{\displaystyle F=e+\int _{0}^{\infty }{\frac {e^{-x}}{\pi ^{2}+(\ln x)^{2}}}\,\mathrm {d} x}
i també per:
{\displaystyle F=e+{\frac {1}{\pi }}\int _{-\pi /2}^{\pi /2}e^{\pi \tan \theta }e^{-e^{\pi \tan \theta }}\,\mathrm {d} \theta .}
La constant de Fransén–Robinson també es pot expressar usant la funció de Mittag-Leffler com el límit:
{\displaystyle F=\lim _{\alpha \to 0}\alpha E_{\alpha ,0}(1).}
No se sap, tanmateix si F es pot expressar de forma tancada en termes d'altres constants conegudes.
S'han fet grans esforços per calcular el valor numèric de la constant de Fransén-Robinson amb alta precisió. El valor va ser calculat amb xifres significatives per Herman P. Robinson usant fórmules de Newton-Cotes d'11 punts, amb 65 dígits per A. Fransén usant la fórmula d'Euler-Maclaurin, i amb 80 xifres per Fransén i S. Wrigge usant sèries de Taylor i altres mètodes. William A. Johnson va calcular-ne 300 dígits, i Pascal Sebah va poder-ne calcular fins a 600 usant la quadratura de Clenshaw-Curtis.